# مايكل كولينز (رائد فضاء)
مايكل كولينز (بالإنجليزية: Michael Collins)‏، (31 أكتوبر عام 1930 - 28 أبريل 2021)، وهو رائد فضاء أمريكي اشترك في المهمة أبولو-11 إذ حلق بمركبة القيادة كولومبيا حول القمر بينما قام زملاؤه نيل أرمسترونغ وبَز ألدرين بأول عملية هبوط بشرية على سطح القمر. كان كولينز طيار اختبار ولواءً بالقوات الجوية الاحتياطية الأمريكية.
اختير كولينز في المجموعة الثالثة لرواد الفضاء بناسا والمكونة من 14 رائد فضاء عام 1963. ذهب كولينز مرتين إلى الفضاء، كانت الأولى خلال مهمة جيميني 10 عام 1966، الذي قام خلالها هو والطيار جون يونغ بعملية التقاء مداري بين مركبتي فضاء مختلفتين، كما أجرى عمليتين من نوع النشاط خارج المركبة (EVA) والمعروفة أيضًا بالمشي على الفضاء. أصبح كولينز واحدًا من ضمن 24 رائد فضاء سيذهبون إلى القمر وذلك في مهمة أبولو-11 في عام 1969، الذي دار كولينز خلالها حول القمر ثلاثين مرةً. كان كولينز أيضًا رابع شخص (وثالث أمريكي) يؤدي عملية النشاط خارج المركبة، وأول شخص يقوم بهذه العملية أكثر من مرة، ويُعد ثاني رائد فضاء يدور حول القمر بمفرده بعد يونغ الذي حلق بمركبة القيادة حول القمر خلال رحلة أبولو-10.
قبل أن يصبح رائد فضاء، تخرج كولينز من الأكاديمية العسكرية الأمريكية عام 1952، وانضم للقوات الجوية الأمريكية، وطار على مقاتلات إف-86 سابر بقاعدة تشامبلي بوسييرز الجوية في فرنسا. قُبل كولينز بمدرسة طياري الاختبار التجريبية للقوات الجوية الأمريكية، وذلك بقاعدة إدواردز الجوية في عام 1960.
حصل كولينز على وظيفة بوزارة الخارجية الأمريكية بعد تقاعده من ناسا في عام 1970، إذ كان مساعد وزير الخارجية للشؤون العامة. وأصبح مديرًا لمتحف الطيران والفضاء الوطني بعدها بسنة، وظل بهذا المنصب حتى عام 1978 عندما تنحى عن منصبه ليكون وكيلًا لمؤسسة سميثسونيان التعليمية. تقلد كولينز منصب نائب رئيس مجموعة شركات إل تي في للطيران في عام 1980. واستقال من هذا المنصب عام 1985 ليبدأ شركته الاستشارية الخاصة. مُنح كولينز وسام الحرية الرئاسي في عام 1969، والذي حصل عليه أيضًا بقية رواد فضاء برنامج أبولو البالغ عددهم 11 رائد فضاء، وُمنح أيضًا ميدالية الكونغرس الذهبية في عام 2011.

## طفولته والتعليم
وُلد كولينز يوم 31 أكتوبر عام 1930 بمدينة روما في إيطاليا. وكان الابن الثاني لجيمس لوتون كولينز وفيرجينيا ستيوارت، وعمل والده ملحقًا عسكريًا بروما في الفترة بين عامي 1928 و1932، إذ كان ضابطًا بالجيش الأمريكي. كان لكولينز أخ أكبر وهو جيمس لوتون كولينز الابن، وأختان كبيرتان وهما فيرجينيا وأغنيس. عاش كولينز في بلاد مختلفة خلال السبعة عشر عامًا الأولى من حياته، وهذا بسبب عمل والده بالجيش إذ كان يُرسله العمل إلى أماكن مختلفة مثل روما، وأوكلاهوما، وجزيرة غوفرنرز، ونيويورك، وفورت هويل (بالقرب من مدينة بالتيمور بولاية ماريلاند)، وفورت هايز (بالقرب من مدينة كولومبوس بولاية أوهايو)، وبورتو ريكو، وسان أنطونيو بولاية تكساس، والإسكندرية بولاية فيريجينيا. حظى كولينز بأول رحلة جوية في حياته على متن الطائرة غرومان ويدجن في بورتو ريكو، وسمح له الطيار أن يقود الطائرة لبعض من الوقت خلال الرحلة. رغب كولينز في تكرار هذه التجربة، ولكنه عجز عن تحقيق تلك الرغبة بسبب نشوب الحرب العالمية الثانية بعدها بفترة وجيزة. درس كولينز لمدة عامين بأحد المدارس الكاثوليكية المسماة أكاديمية المساعدة الأبدية بمدينة سان خوان في بورتو ريكو.
انتقلت عائلة كولينز إلى مدينة واشنطون بعد دخول الولايات المتحدة في الحرب العالمية الثانية، والتحق كولينز بمدرسة  سانت ألبانز وتخرج منها عام 1948. أرادت والدة كولينز أن يلتحق ابنها بالسلك الدبلوماسي، ولكن قرر كولينز أن يسير على خطى والده وأخوه وأعمامه الإثنين، وابن عمه بالانضمام للقوات المسلحة. قُبل كولينز بالأكاديمية العسكرية الأمريكية بمنطقة وست بوينت، والتي تخرج منها والده وأخوه الأكبر في عامي 1907 و1939 على الترتيب. تخرج كولينز يوم الثالث من يونيو عام 1952، وحصل على بكالريوس العلوم العسكرية، وكان ترتيبه رقم 185 في دفعته المكونة من 527 طالبًا عسكريًا، والتي ضمت زميله رائد الفضاء المستقبلي إد وايت.

## برنامج الفضاء
كانت المجموعة الثالثة من رواد الفضاء المكونة من 14 رائدًا –والتي ضمت كولينز– تضم روادًا أصغر سنًا بمتوسط عمر يبلغ 31 عامًا مقارنةً بالمجموعتين الأولى بالثانية بمتوسط عمر يتراوح بين 32.5 إلى 34.5 عامًا عند اختيارهم، وكانت تلك المجموعة الثالثة تضم روادًا بمستوى تعليم أعلى بمتوسط 5.6 سنوات من التعليم العالي، ولكنهم كانوا أقل في عدد ساعات الطيران بمتوسط 2300 ساعة طيران فقط مقارنةً بالمجموعتين الأولى والثانية بمتوسط 2800 إلى 3500 ساعة طيران، وكان ثمانية رواد فقط من الأربعة عشر الآخرين بالمجموعة الثالثة طيارين اختبار. كان كولينز وزميله بالمجموعة الثالثة ويليام أندرس الرائدين الوحيدين اللذين وُلدا خارج الولايت المتحدة من الثلاثين رائد فضاء المختارين في المجموعات الثلاثة، وكان كولينز هو الوحيد الذي له أخ أكبر، أما بقية الرواد فكانوا أكبر الأبناء في عائلاتهم. بدأ التدريب ببرنامج لأساسيات الطيران الفضائي مكون من 240 ساعة. وخُصصت 58 ساعة منه لدراسة علم الجيولوجيا، ولم يستوعب كولينز هذا العلم بسهولة ولم يستحسنه أبدًا. طلب ألان شيبرد رئيس مكتب رواد الفضاء في نهاية التدريب من الرواد الأربعة عشر أن يرتبوا زملاءهم في المجموعة من ناحية أفضل رائد يودون الطيران معه إلى الفضاء. اختار كولينز ديفيد سكوت في المركز الأول.

### أبولو 8
عُين كولينز مسؤول اتصالات مع المركبة خلال المهمة أبولو 8 بالرغم من إنهاء تدريبه على الطيران للفضاء، ويكون رائد الفضاء في هذه الوظيفة جالسًا في مركز التحكم بالمهمة ومسؤولًا عن التواصل بشكل مباشر مع أفراد طاقم المركبة خلال الرحلة. وباعتباره عضوًا بالفريق الأخضر، تولى كولينز مسؤولية تغطية الرحلة خلال مرحلة الإطلاق حتى مرحلة إدخال المركبة في مسارها إلى القمر، وهي مرحلة تشغيل الدفع الصاروخي الذي سيرسل المركبة أبولو 8 لتلتقي بالقمر. أُعلن عن المهمة أبولو 11 بطاقمها المكون من نيل أرمسترونغ، وبَز ألدرين، ومايكل كولينز، وذلك بعد نجاح أبولو 8 في قيامها بأول رحلة مأهولة للدوران حول القمر. ولم يُحدد في وقت هذا الإعلان في يناير عام 1969 أن هذه المهمة ستكون مهمة الهبوط على القمر؛ إذ كان هذا معتمدًا على نجاح مهمتي أبولو 9 وأبولو 10 في اختبار مركبة الهبوط على القمر.

### أبولو 11
كان تدريب كولينز مختلفًا تمامًا عن تدريب قيادة مركبة الهبوط على القمر والتدريب على الأنشطة خارج المركبة، وهذا باعتباره طيار مركبة القيادة، ولهذا كان يؤدي تدريبه أحيانًا في غياب أرمستروغ وألدرين. شمل تدريبه استخدام أجهزة المحاكاة، والتدريب على بدلة الحفاظ على الضغط، والتدريب داخل أجهزة الطرد المركزي لمحاكاة العودة واختراق الغلاف الجوي، والتدريب على مناورات الالتحام بآلات ضخمة بمركز لانغلي البحثي التابع لناسا بمدينة هامبتون في فيرجينيا. كان كولينز مسؤولًا عن الالتقاء المداري بمركبة الهبوط على القمر خلال المهمة، ولهذا ألف كتابًا يضم 18 مخططًا لحالات مختلفة من عمليات الالتقاء بالمدار متضمنةً السيناريوهات التي ستفشل فيها مركبة الهبوط على القمر من أداء مهمتها، أو إذا انطلقت من سطح القمر بشكل مبكر أو متأخرعن موعدها المحدد في المهمة. بلغت صفحات هذا الكتاب 117 صفحةً.

## الوفاة
في 28 أبريل 2021، توفي كولينز بسبب السرطان في نيبلز بفلوريدا عن عمر ناهز 90 عامًا.

## اقرأ أيضًا
- نيل أرمسترونج
- بز ألدرن
- جون يونغ
- يوجين سيرنان
- جوردن كوبر

## وصلات خارجية
- مايكل كولينز على موقع IMDb (الإنجليزية)
- مايكل كولينز على موقع الموسوعة البريطانية (الإنجليزية)
- مايكل كولينز على موقع مونزينجر (الألمانية)
- مايكل كولينز على موقع ألو سيني (الفرنسية)
- مايكل كولينز على موقع ميوزك برينز (الإنجليزية)
- مايكل كولينز على موقع أول موفي (الإنجليزية)
- مايكل كولينز على موقع قاعدة بيانات الأفلام السويدية (السويدية)
- مايكل كولينز على موقع إن إن دي بي (الإنجليزية)
- مايكل كولينز على موقع ديسكوغز (الإنجليزية)
- مايكل كولينز على موقع قاعدة بيانات الفيلم (الإنجليزية)